# Poa resinulosa
Poa resinulosa là một loài cỏ trong họ hòa thảo, thuộc chi poa.